# Laetitia Ky
Laetitia Ky   (Abidjan, 15 de juny de 1996) és una artista feminista de Costa d'Ivori, que crea escultures amb els seus cabells.

## Biografia
Ky va néixer l'any 1996 i va créixer a Abidjan; els seus pares es van divorciar quan ella era jove. És llicenciada en Administració d'Empreses per l'Institut National Polytechnique Félix Houphouët-Boigny de Yamoussoukro. Després de graduar-se, es va adonar que volia treballar en art i disseny. Va començar una nova carrera en el disseny de moda, però aviat es va inspirar per canviar de direcció mirant fotografies d'arxiu de pentinats de dones africanes. Va començar a crear aquestes noves fusions d'art del cabell i escultura el 2016.
L'estil característic de Ky és crear escultures a partir de filferro, fil i les seves rastes (amb extensions i teixint el seu cabell natural). Ella anomena aquest estil el Ky Concept. Aquests estils expressen la seva creativitat i, cada cop més, la seva política. Cada escultura triga entre vint minuts i sis hores a crear-se. Per la primera iteració del seu art escultòric del cabell va implicar embolicar trenes amb tela d'estampat de cera africana; el 2017 va organitzar el seu primer taller "Ky Braids" per ensenyar la forma d'art als altres.
Va seguir una col·laboració musical amb Di'Ja, els cabells de la qual va cobrir amb tela de cera estampada inspirada en els cabells de les dones Himba. Ky va llançar la seva marca de moda el 2018. Anomenada Kystroy, pretén ser inclusiva, utilitzant un llenguatge corporal positiu per descriure, per exemple, les talles de roba.

## Moviment #MeToo i activisme
Amb el pas del temps, les escultures de Ky s'han tornat més polítiques i el 2017 va utilitzar la seva plataforma a les xarxes socials per conscienciar. Aquella peça mostrava un home aixecant la faldilla d'una dona, esculpida amb les seves trenes. També l'any 2017 va produir una peça que va crear músculs bombats sobre el seu braç prim; això era per conscienciar sobre l'assetjament escolar, especialment el dany que pot fer durant la infància, que va experimentar Ky.
El 2019, Ky va crear una nova peça que mostrava un úter amb cada trompa de Fal·lopi "voltant l'ocell" a l'espectador. Això va ser en protesta per les lleis antiavortament dels EUA.
Ky és vista per molts com una ambaixadora del cabell natural per a les dones africanes.

## Premis
El 2018 va ser seleccionada com una de les vint joves millors per On the Rise Côte d'Ivoire, un programa dirigit per L'Association des Conseils en Lobbying et Affaires Publiques de Côte d'Ivoire (ACLAP-CI). El mateix any va ser votada com una de les trenta-cinc joves influents del món francòfon del Prix Jeunesse Francophone 3535. L'any següent va ser seleccionada per la revista Paper com una de les 100 persones més importants del 2019. A finals d'aquell any, se li va adjudicar un contracte com a resultat de la categoria de xarxes socials de la competició Elite Model, en col·laboració amb TikTok.